# Tropfest
Le Tropfest est le plus grand festival consacré au film court au monde, ayant lieu chaque année à Sydney, en Australie. Les films présentés doivent être d’une durée de moins de 7 minutes.
Le festival est fondé en 1993 et se tient annuellement au mois de février dans un quartier de la ville différent de celui choisi l'année précédente.